# António Emílio Martins Portela
António Emílio Martins Portela foi um empresário e diplomata português.

## Biografia
Estudou na Faculdade de Farmácia da Universidade do Porto, e tirou um curso especial no Conservatoire national des arts et métiers, em Paris, além de ter feito vários estágios e visitas de estudo em diversos centros científicos na Europa e na América do Sul.
Foi instrutor dirigente da Mocidade Portuguesa, chanceler do Consulado da Colômbia (1952-1962) e, depois, cônsul da Colômbia (1963-1972), no Porto, presidente dos Laboratórios Bial (1962-1972) e da firma Rolim Comercial S. A. R. L.. Após a morte do seu pai, Álvaro Portela, assumiu o cargo que este ocupava, como secretário de redação da Gazeta dos Caminhos de Ferro.
Como empresário, distinguiu-se pela sua liderança ponderada, robustecendo a organização de Bial e iniciando uma tentativa de exportação dos seus produtos, que não foi muito bem sucedida devido ao seu falecimento em 1972, com 50 anos, que fragilizou essa ação, por não lhe ter sido proporcionada, na época, a necessária continuidade.
Teve grande paixão pelo automobilismo, tornando-se, nos anos 50 do século XX, um dos melhores corredores nacionais, vencedor de largas dezenas de taças e outros troféus.